# Regierung Milan Hodža III
Die Regierung Milan Hodža III war die sechzehnte Regierung der Tschechoslowakei in der Zeit zwischen den Weltkriegen. Sie war vom 21. Juli 1937 bis zum 22. September 1938 im Amt.

## Kabinettsmitglieder
| Ressort                                                       | Name                        | Amtszeit                                 |
| ------------------------------------------------------------- | --------------------------- | ---------------------------------------- |
| Ministerpräsident                                             | Milan Hodža                 | 00000021. Juli 1937 – 22. September 1938 |
| Außenminister                                                 | Kamil Krofta                | 00000021. Juli 1937 – 22. September 1938 |
| Innenminister                                                 | Josef Černý                 | 00000021. Juli 1937 – 22. September 1938 |
| Finanzminister                                                | Emil Franke (kommissarisch) | 00000021. Juli 1937 – 2. Oktober 1937    |
| Finanzminister                                                | Josef Kalfus                | 0002. Oktober 1937 – 22. September 1938  |
| Minister für Bildung und Kultur                               | Emil Franke                 | 00000021. Juli 1937 – 22. September 1938 |
| Verteidigungsminister                                         | František Machník           | 00000021. Juli 1937 – 22. September 1938 |
| Justizminister                                                | Ivan Dérer                  | 00000021. Juli 1937 – 22. September 1938 |
| Minister für Industrie, Handel und Gewerbe                    | Josef Václav Najman         | 00000021. Juli 1937 – 4. Dezember 1937   |
| Minister für Industrie, Handel und Gewerbe                    | Rudolf Mlčoch               | 04. Dezember 1937 – 22. September 1938   |
| Minister für die Eisenbahnen                                  | Rudolf Bechyně              | 00000021. Juli 1937 – 22. September 1938 |
| Minister für öffentliche Arbeiten                             | Jan Dostálek                | 00000021. Juli 1937 – 22. September 1938 |
| Landwirtschaftsminister                                       | Josef Zadina                | 00000021. Juli 1937 – 22. September 1938 |
| Sozialminister                                                | Jaromír Nečas               | 00000021. Juli 1937 – 22. September 1938 |
| Minister für Gesundheit und Sport                             | Ludwig Czech                | 00000021. Juli 1937 – 11. April 1938     |
| Minister für Gesundheit und Sport                             | Ivan Dérer (kommissarisch)  | 0000011. April 1938 – 10. Mai 1938       |
| Minister für Gesundheit und Sport                             | František Ježek             | 00000010. Mai 1938 – 22. September 1938  |
| Minister für Post und Telegraphie                             | Alois Tučný                 | 00000021. Juli 1937 – 22. September 1938 |
| Minister für die Unifizierung von Gesetzgebung und Verwaltung | Jan Šrámek                  | 00000021. Juli 1937 – 22. September 1938 |
| Propagandaminister                                            | Hugo Vavrečka               | 16. September 1938 – 22. September 1938  |
| Minister ohne Portfolio                                       | Franz Spina                 | 00000021. Juli 1937 – 23. März 1938      |
| Minister ohne Portfolio                                       | Erwin Zajicek               | 00000021. Juli 1937 – 24. März 1938      |
| Minister ohne Portfolio                                       | František Ježek             | 0000019. März 1938 – 10. Mai 1938        |